# The Violet Quill
The Violet Quill (o The Violet Quill Club, en español: «El Club de la Pluma Violeta») fue un grupo literario formado por siete escritores homosexuales que se reunieron en 1980 y 1981 en Nueva York para leer y comentar sus obras. Según uno de sus miembros, Felice Picano, la razón de estas reuniones era que estos escritores no encontraban en los profesionales de la industria editorial (agentes, editores) criterios válidos sobre cómo afrontar la temática gay en la literatura. La de los autores de The Violet Quill ha quedado en las letras norteamericanas como paradigmáticas del modo de vida y la mentalidad de los gais en el periodo que va entre los Disturbios de Stonewall y la pandemia del sida, cuando esta enfermedad no sólo alteró las costumbres sexuales sino también la propia literatura gay. Los escritores más prestigiosos y conocidos de este grupo son Edmund White (nacido en 1940) y Andrew Holleran (1944). Los otros miembros de The Violet Quill fueron Robert Ferro (1941-1988), Felice Picano (nacido en 1944), George Whitmore (1946-1989), Michael Grumley (1942-1988) y Christopher Cox (1949-1990). Ferro, Whitmore, Grumley y Cox murieron enfermos de sida.

## Obras más representativas de los miembros de The Violet Quill
- Andrew Holleran: Dancer from the Dance (1978)
- Edmund White: A Boy's Own Story (1982)
- Robert Ferro: The Family of Max Desir (1983)
- Felice Picano: An Asian Minor (1981)
- George Whitmore: The Confessions of Danny Slocum (1980)
- Michael Grumley: After Midnight (1978)
- Christopher Cox: A Key West Companion (1983)